# Franciszek Charwat
Franciszek Charwat (ur. 12 kwietnia 1881 w Stanisławowie, zm. 2 maja 1943 w Kurytybie) – polski dyplomata okresu II RP.

## Życiorys
Pracę w polskim Ministerstwie Spraw Zagranicznych podjął tuż po odzyskaniu niepodległości – od grudnia 1918 do lutego 1919 pełnił funkcję konsula RP we Wrocławiu, był konsulem generalnym w Berlinie, pełniącym od 1 lutego 1919 do 8 marca 1920 obowiązki kierownika poselstwa polskiego, kierownikiem konsulatu w Hamburgu (1921) i kierownikiem Wydziału Konsularnego MSZ (1921).
Od 3 września 1921 do 26 sierpnia 1923 sprawował urząd chargé d’affaires w Charkowie, przy rządzie Ukraińskiej SRR. Później kierował konsulatem w Rydze (1923–1924), był chargé d’affaires w Tallinnie (1924), posłem nadzwyczajnym i ministrem pełnomocnym w Estonii (1926–1928) i Finlandii (1928–1936).
1 stycznia 1936 został posłem RP w Rydze, a po nawiązaniu stosunków dyplomatycznych z Litwą w marcu 1938 – posłem nadzwyczajnym i ministrem pełnomocnym, pierwszym reprezentantem RP w Kownie. Na stanowisku tym podpisał polsko-litewską konwencję w sprawach poczty i telekomunikacji. Po zawarciu układu sowiecko-litewskiego z 10 października 1939, przekazującemu Wilno Litwie, Franciszek Charwat w proteście przeciw temu aktowi złożył notę protestacyjną 12 października, a wraz z personelem poselstwa opuścił Litwę w dniu 16 października 1939.
Dotarł do Francji, gdzie zarzucono mu samowolne zlikwidowanie placówki w Kownie. Po upadku Francji wyjechał do Portugalii, stamtąd do Brazylii, gdzie zmarł na atak serca.

## Ordery i odznaczenia
- Krzyż Komandorski Orderu Odrodzenia Polski (27 listopada 1929)[8][9]
- Medal Dziesięciolecia Odzyskanej Niepodległości (1928)[8]
- Order Krzyża Orła I klasy (Estonia, 1931)[8][10][11]
- Komandor Krzyża Wielkiego Orderu Trzech Gwiazd (Łotwa, 1936)[12]
- Krzyż Wielki Orderu Białej Róży Finlandii (Finlandia, 1931)[8][13]
- Order Krzyża Wolności cywilny II klasy (Estonia, 1925)[8][14]
- Komandor Orderu Legii Honorowej (Francja, 1931)[8][13]